# Foresta di Monte Nieddu (Padru)
La foresta di Monte Nieddu  è un complesso forestale appartenente al demanio della regione Sardegna. Si estende in comune di Padru, parte zona nord orientale dell'Isola, su una superficie di 1121  ettari, raggiungendo quota 971 con la vetta del monte Nieddu. Il complesso, contiguo alla foresta demaniale di Usinavà, situata ad est, e al  cantiere forestale di rimboschimento di Sa Pedra Bianca, a sud, è attraversato dal Riu Mannu e dagli affluenti Murta Muzzeres e Salapia, appartenenti al bacino idrografico del rio Padrogiano.
La foresta è caratterizzata dalla notevole presenza di macchia-foresta in fase di evoluzione verso la lecceta e da vegetazione riparia. Le specie arboree maggiormente diffuse sono Quercus ilex, Juniperus oxycedrus, Rhamnus alaternus, Quercus suber, Olea oleaster, Phillyrea latifolia, Pistacia lentiscus,  Arbutus unedo,  Phillyrea angustifolia,  Erica arborea,  Erica scoparia,  Calycotome spinosa,  Genista corsica,  Myrtus communis,  Cistus monspeliensis,  Cistus salvifolius,  Cistus incanus.
Alla foresta si accede attraverso una strada che, all'altezza della frazione di Sos Runcos, si distacca dalla provinciale n°24 Padru-Alà dei Sardi-Buddusò.